# 川內優輝
川內優輝（1987年3月5日—）是田徑運動員，畢業於學習院大學。他曾全職在埼玉縣政府工作，並利用業餘時間自費訓練，沒有任何贊助，因此被稱為最強市民跑者。2014年亞洲運動會奪得男子田徑馬拉松銅牌，2018年奪得波士頓馬拉松冠軍、新北市萬金石馬拉松冠軍。吉尼斯世界紀錄已認可川內優輝為全球首位完成100場「2小時20分內完賽」馬拉松的跑者。

## 經歷

### 早年經歷
川內優輝出生於東京都，自幼便開始跑步。起初他跟著母親練習，後來加入高中田徑隊。高中期間，傷病和父親的早逝限制了他的跑步發展，但他在學習院大學就讀期間仍然持續跑步。畢業後，他決定繼續以跑步為樂，並自費參加比賽。

### 2018年波士頓馬拉松
川內優輝以2小時15分58秒的成績贏得了2018年波士頓馬拉松，成為自1987年以來第一位贏得該賽事的日本選手。在整個比賽中，他克服了極其惡劣的天氣條件，包括暴雨、強勁逆風和低溫。贏得波士頓馬拉松冠軍後回到日本後，川內優輝告訴記者，他將辭去高中行政辦公室的工作，並於2019年4月轉為職業選手。

## 國際大型運動賽會
| 年   | 賽事                 | 舉辦城市        | 名次   | 項目       | 記錄          |
| ---- | -------------------- | --------------- | ------ | ---------- | ------------- |
| 2011 | 世界田徑錦標賽       | 大邱廣域市      | 第17名 | 馬拉松     | 2小時16分11秒 |
| 2011 | Marathon World Cup   | 大邱廣域市      | 銀牌   | Team       | 6小時41分13秒 |
| 2012 | 世界半程馬拉松錦標賽 | 保加利亚卡瓦納  | 第21名 | 半程馬拉松 | 1小時04分04秒 |
| 2012 | 世界半程馬拉松錦標賽 | 保加利亚卡瓦納  | 第9名  | Team       | 3小時14分33秒 |
| 2013 | 世界田徑錦標賽       | 俄羅斯莫斯科    | 第18名 | 馬拉松     | 2小時15分35秒 |
| 2014 | 亞洲運動會           | 仁川廣域市      | 銅牌   | 馬拉松     | 2小時12分42秒 |
| 2017 | 世界田徑錦標賽       | 英国 英格兰倫敦 | 第9名  | 馬拉松     | 2小時12分19秒 |
| 2019 | 世界田徑錦標賽       | 杜哈            | 第29名 | 馬拉松     | 2小時17分59秒 |

## 外部連結
- 川內優輝在的頁面